# Alcubierre (kommunhuvudort)
Alcubierre är en kommunhuvudort i Spanien.   Den ligger i provinsen Provincia de Huesca och regionen Aragonien, i den nordöstra delen av landet, 300 km nordost om huvudstaden Madrid. Alcubierre ligger 456 meter över havet och antalet invånare är 432.
Terrängen runt Alcubierre är platt österut, men västerut är den kuperad. Runt Alcubierre är det mycket glesbefolkat, med 6 invånare per kvadratkilometer. Närmaste större samhälle är Lanaja, 10,9 km öster om Alcubierre. Omgivningarna runt Alcubierre är i huvudsak ett öppet busklandskap.